# سيليستين سيبلي
سيليستين سيبلي (بالإنجليزية: Celestine Sibley)‏ (23 مايو 1914 - 15 أغسطس 1999)؛ كاتِبة مُتخصِّصة في أدب الأطفال، صحفية وروائية أمريكية.